# Damenspende (Polka)
Damenspende ist eine Polka-française von Johann Strauss Sohn (op. 305). Das Werk wurde am 6. Februar 1866 im Redouten-Saal der Wiener Hofburg erstmals aufgeführt.

## Einzelnachweis
1. ↑  Quelle: Englische Version des Booklets (Seite 100) in der 52 CDs umfassenden Gesamtausgabe der Orchesterwerke von Johann Strauß (Sohn), Hrsg. Naxos (Label). Das Werk ist als zweiter Titel auf der 38. CD zu hören.